# Vêtement byzantin

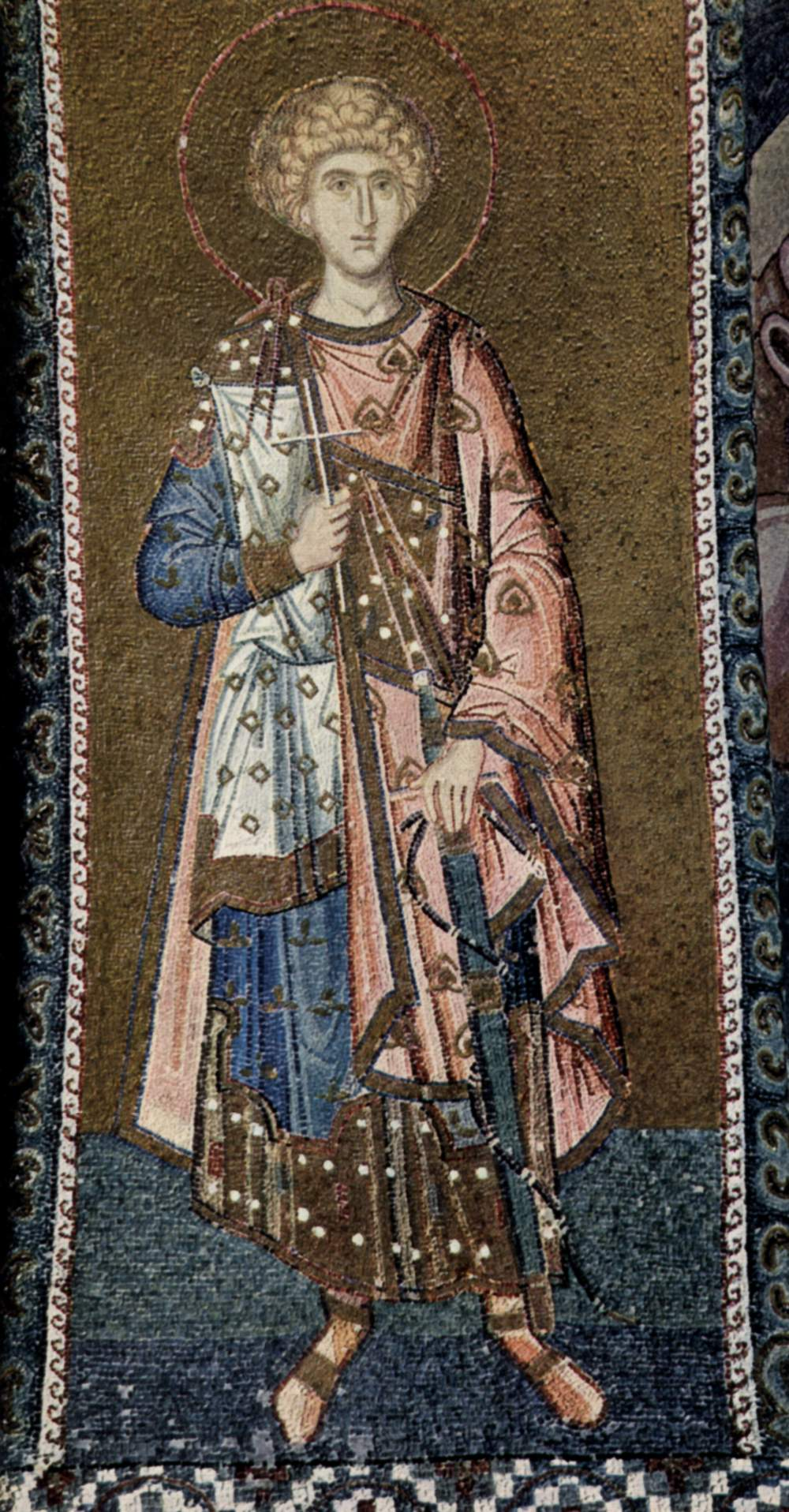
Ce martyr, militaire du XIV, porte quatre vêtements superposés, chacun richement orné: un manteau avec tablion recouvrant une dalmatique courte, une autre épaisseur non identifiée, ainsi qu’une tunique.

Le vêtement byzantin évolua à partir des vêtements portés pendant l’Empire romain (27 av. J.-C. – 476 apr. J.-C.), y ajoutant couleurs et motifs importés par les marchands venus d'Orient et du Moyen-Orient ainsi que de l’influence et des traditions des peuples qui furent associés d'une façon ou d'une autre à l'Empire. Avec le temps, il atteindra une variété et une richesse de couleurs, de tissus et d’ornementation dépassant de beaucoup les périodes fastes de Rome.
Le vêtement de base au début de l’Empire byzantin était la tunique* pour les deux sexes ainsi que la toge* pour les hommes et la stola* pour les femmes. Peu à peu, la toge cessera d’être portée sauf lors d’occasions solennelles, et sera remplacée par la dalmatique* ou par une chemise à longues manches et ourlets, alors que la stola* continuera d’être le vêtement féminin de dessus, auquel on ajoutait un paludamentum* ou long manteau à capuchon pour l’extérieur.
Les Byzantins appréciaient la couleur et les motifs divers que rapportaient les marchands de leurs voyages en Orient. Les rouges profonds, les bleus, verts et jaunes de toutes nuances firent leur apparition sur les vêtements des riches alors que la couleur pourpre était réservée à l’empereur.
À partir du règne de Justinien Ier au VIe siècle, et l’introduction du ver à soie à Constantinople, les ateliers impériaux produiront et exporteront des tissus aux motifs variés, en particulier de la soie tissée et brodée pour les riches ainsi que des tissus résistants à la teinture et imprimés pour les couches moins fortunées de la société. Souvent une bordure extérieure ou passementerie sur les bords les agrémentait alors que de minces bandes en nombre variable le long du corps ou des bras indiquaient la classe ou le rang. Les goûts des classes moyennes et supérieures étaient dictés par les styles en vogue à la cour. Comme en Occident durant le Moyen Âge, les pauvres devaient se contenter de porter les mêmes vêtements tout au long de l’année en raison de leurs prix élevés; de plus les vêtements féminins devaient pouvoir s’adapter aux modifications du corps au cours des grossesses.
Contrairement aux Romains dont les vêtements laissaient paraitre les bras et les jambes, les Byzantins, tant hommes que femmes, portaient des vêtements ne laissant paraitre que la tête, cols et manches étant serrés autour du cou et des poignets.
Les deux sexes aimaient également superposer diverses épaisseurs de vêtements, les hommes portant une tunique et des pantalons sous leur dalmatique* alors que les femmes portaient un long sous-vêtement sous leur stola* et un paludamentum* ou long manteau par-dessus.

## Les vêtements civils

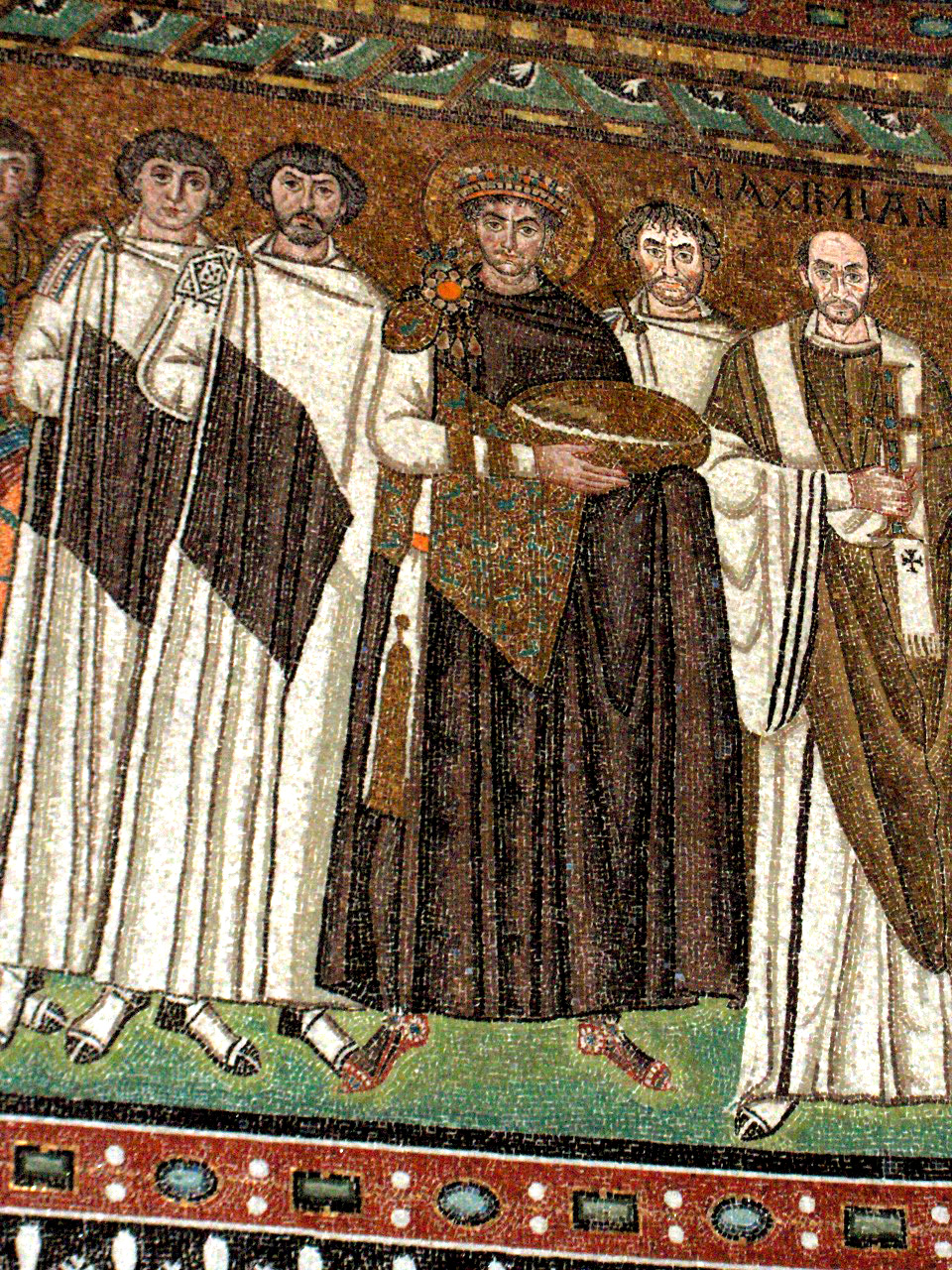
Dans cette mosaïque de l’église San Vitale de Ravenne, on voit l’empereur Justinien vêtu beaucoup plus simplement que ses successeurs. Sa tenue toutefois est beaucoup plus riche que celles des gens qui l’entourent. Tous portent un tablion* en diagonale sur le torse. L’évêque dont les vêtements n’ont guère changé jusqu’à nos jours dans l’Église devait porter ce genre de tenue quotidiennement. Noter la présence de ce qui semble être des chaussures et des chaussettes.

À la suite des conquêtes de l’empire, les Byzantins emprunteront de nombreuses pièces de vêtements aux peuples d’Orient : le pantalon sera emprunté aux Huns ou aux Persans ; le tzitsakfon aux Khazares ; les bottes molles, la tunique, le paragaudion, le kandys, le skamarangion, le collet, la tiare ovoïde seront empruntés aux Perses qui avaient eux-mêmes adopté le cavvadior, le skaranicon, le granatza originaires d’Assyrie, de même que le collier et le turban empruntés aux Mèdes. Il faut noter que les termes utilisés pour décrire ces différents vêtements sont quelquefois incertains, car ils sont rarement mentionnés dans les images qui nous en sont restées et on n’en trouve pas de description dans les textes, spécialement lorsqu’il ne s’agit pas de vêtement portés à la cour.

### Vêtements communs aux deux sexes
Sous leur tunique, les deux sexes portaient une camisia*, sous-vêtement fait de lin ou de soie destiné à protéger les riches tissus de la transpiration et des huiles corporelles.
Au début de l’Empire byzantin, la toge* romaine faisait encore office de vêtement officiel ou d’apparat pour les hommes. Mais dès l’époque de Justinien, on lui avait substitué la tunique* ou le long chiton* sur lequel les classes aisées ajoutaient d’autres vêtements comme la dalmatique*, sorte de tunique courte et pesante, portée surtout par les hommes, mais convenant aux deux sexes. S’arrêtant aux genoux du VIe siècle au Xe siècle, elle s’allongea jusqu’à toucher terre entre le Xe siècle et le XIIIe siècle, ressemblant finalement à un caftan turc aux XIVe siècle et XVe siècle. Les ourlets se rétrécissaient pour former une pointe. Le scaramangion*, vêtement d’influence persane, sorte de caftan à manches longues, était ouvert sur le devant et descendait généralement à mi-cuisse; lorsque porté par l’empereur, il était notablement plus long. De façon générale et, sauf pour les tenues militaires et pour l’équitation, les hommes des classes supérieures et les femmes portaient des vêtements qui descendaient pratiquement jusqu’aux chevilles.

### Vêtements pour l'homme

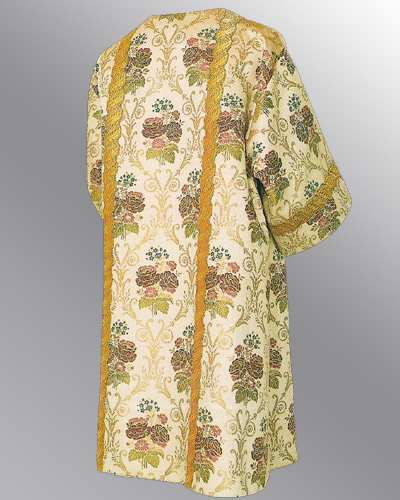
Dalmatique romaine/byzantine

La chlamys (chlamyde*), manteau d'une seule pièce de tissu carré ou rectangulaire, sans couture mais avec une attache sur l'épaule droite laissant le bras dégagé fut portée pendant toute la durée de l’empire. Descendant généralement jusqu’aux hanches, mais parfois jusqu’aux chevilles, elle était beaucoup plus longue que celle que l’on retrouvait dans la Grèce antique. On en voit différents exemplaires sur les mosaïques de Ravenne où l’empereur et ses courtisans portent celle-ci avec une large broche ou fibule* sur l’épaule. Les membres de la classe sénatoriale portaient aussi le tablion*, panneau en forme de losange barrant la poitrine et dont la couleur ou le genre de broderie et de bijoux indiquait également le rang de celui qui le portait. En 388, l’empereur Théodose Ier et ses coempereurs sont représentés dans le « missel de Théodose » portant le tablion* à hauteur des genoux, mais celui-ci aura tendance à remonter le long de la chlamyde comme on peut le voir sur les plaques d’ivoire datant de 413-414. Le rang pouvait aussi être montré par le paragauda* ou bordure de tissu épais brodée de fils d’or. Les gens du peuple et les militaires pouvaient également porter un manteau oblong retenu sur l’épaule droite pour faciliter le mouvement ou saisir une épée; celui-ci n’était pas porté à la cour.
On portait également des hauts-de-chausses et des pantalons collants, mais ceux-ci ne figurent pas sur les portraits des riches personnages, étant généralement assimilés aux tenues des barbares, européens ou perses.
Même les vêtements les plus ordinaires semblent avoir été dispendieux pour les pauvres. Les travailleurs manuels représentés sur les images ou mosaïques continuent de porter, l’été à tout le moins, un très simple appareil fait de deux rectangles de tissus cousus au-dessus des épaules et sous les aisselles. Pour d’autres représentés en train de travailler on voit que les côtés de la tunique ont été reliés à la taille pour faciliter les mouvements.

### Vêtements pour la femme

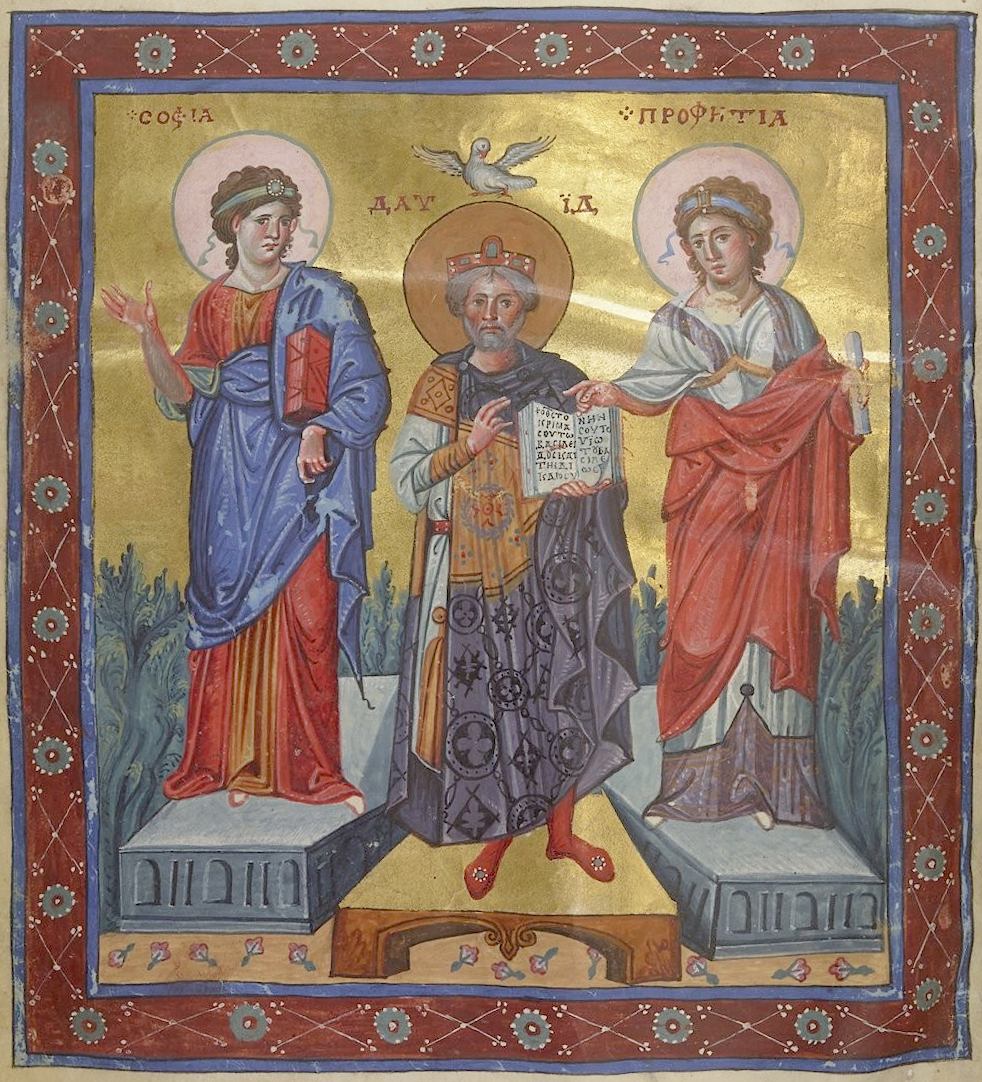
Le roi David entre la Sagesse et la Prophétie (Psautier du roi David, Xe). Le Roi est ici revêtu de la chlamyde (voir la section Glossaire).

Les femmes portaient souvent par-dessus leur sous-vêtement une stola*, longue robe à plis portée par-dessus la tunique, faite de brocard pour les riches et serrée à la taille avec ou sans ceinture.
Sauf pour les très riches, la modestie était une vertu cardinale à Byzance et la plupart des femmes n’apparaissaient en public que revêtues de vêtements sans forme qui devaient pouvoir s’adapter à une grossesse. Le vêtement de base, au début de l’empire, descendait jusqu’aux chevilles, entourait complètement le cou alors que les manches étaient serrées aux poignets. Les bords et les manchettes étaient souvent décorés de broderies avec une bande sur le haut du bras. Aux Xe et XIe siècles apparaissent des robes aux manches évasées, très volumineuses aux poignets, mais elles disparurent rapidement. Au travail, les femmes portaient les manches relevées.
À la cour, les robes avaient un collet en V. On voit souvent un superhémural partant de la base du cou et descendant vers les épaules faites de tissus richement brodés aux fils d’or et incrustée de pierres précieuses ou de perles (voir image de Marie d'Alanie, plus bas).
Les ceintures sont la norme, souvent avec crochets pour y accrocher la jupe ; elles sont faites de tissus plutôt que de cuir auxquels pendent des glands. L’ouverture du cou devait être boutonnée. Bien que cela soit difficile à distinguer sur les tableaux ou mosaïques, la chose s’avérait nécessaire ne serait-ce que pour donner le sein. Le vêtement de dessous, en tissu plein, n’était jusqu’au Xe siècle pas destiné à être vu; cependant après cette époque on commence à voir un collet empesé qui dépasse de la robe.

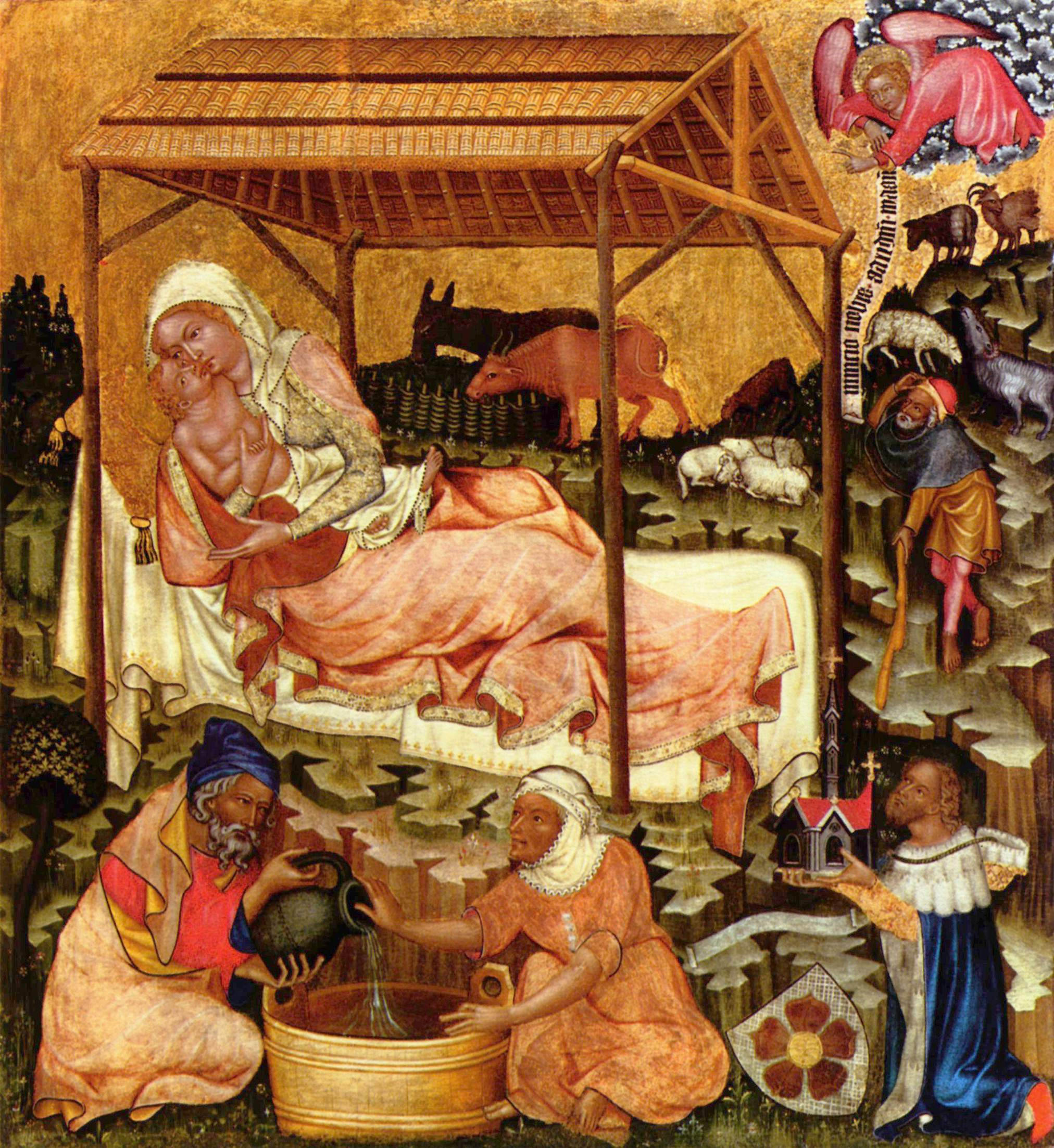
La Nativité de Jésus d’après une toile de 1350 ; à noter les voiles portés par la Vierge et par la sage-femme.

Toutes sortes de voiles et coiffes couvraient les cheveux sauf à l’intérieur du foyer familial. Il arrivait qu’un chapeau soit porté sous le voile ou que celui-ci soit enroulé sous forme de turban. C’est surtout le cas pour les femmes au travail; les femmes appelées à aider à l’accouchement dans les scènes représentant la Nativité sont ainsi couvertes. Les premières représentations sont enveloppées à la façon d’un « 8 »; à partir du XIe siècle, elles sont plutôt enroulées de façon circulaire et probablement fixées dans une position. Aux XIe siècle et XIIe siècle, les voiles et coiffes commencent à s’allonger.
Les danseuses portent un costume distinct (voir image ci-dessous) comportant des robes sans manche ou à manches courtes, ces dernières étant peut-être la partie visible d’un sous-vêtement porté sous la robe. Elles ont de larges ceintures très serrées et leurs jupes ont des franges de couleurs variées probablement destinées à s’élever dans les airs en fonction des virevoltes de la danse. Une remarque que fait Anne Comnène au sujet de sa mère laisse à penser que l’on prenait le plus grand soin de ne pas faire voir le bras plus haut que le poignet.

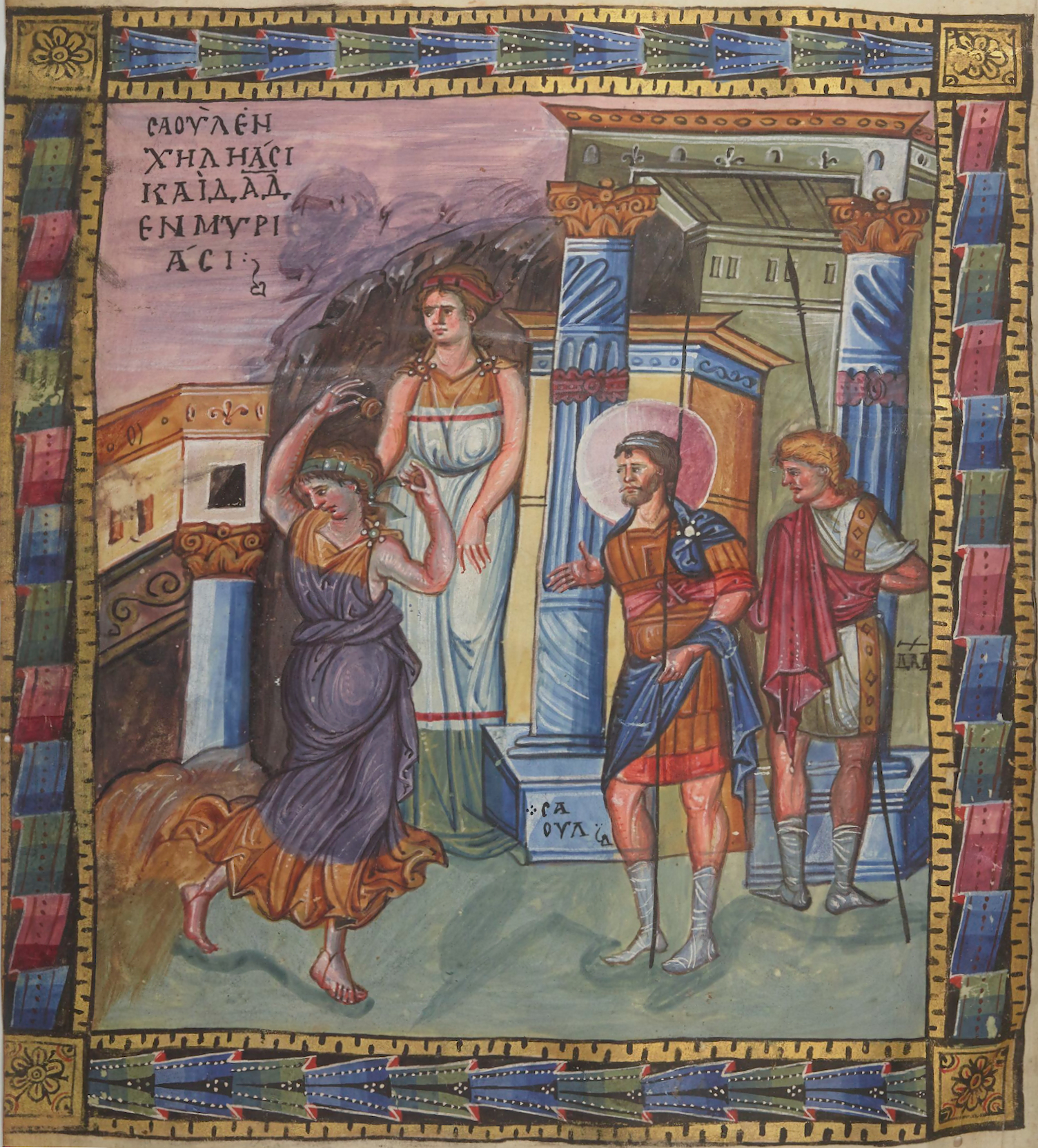
David glorifié par les femmes d'Israël, Psautier de Paris; remarquer le costume des deux danseuses.

Bien que l’on ait suggéré que le voile couvrant le visage ait été une invention byzantine, l’art byzantin ne montre aucune femme la face voilée, même s’il est habituel que la tête soit couverte. On croit généralement que la femme byzantine ne s’aventurait à l’extérieur de la maison qu’entièrement drapée et on ne la montre jamais dans l’art. Les sources littéraires pour leur part ne permettent pas de faire la distinction entre un voile qui couvrirait la chevelure et un voile qui couvrirait l’ensemble de la face. Strabon écrivant au Ier siècle  fait allusion aux femmes perses qui se voilaient le visage. Au début du IIIe siècle l’auteur chrétien Tertullien décrit les femmes arabes païennes dont la face est complètement voilée sauf pour les yeux, à la façon du niqab. Cette tradition du Moyen-Orient remonterait donc à une période précédant l’Islam.

### Chapeaux

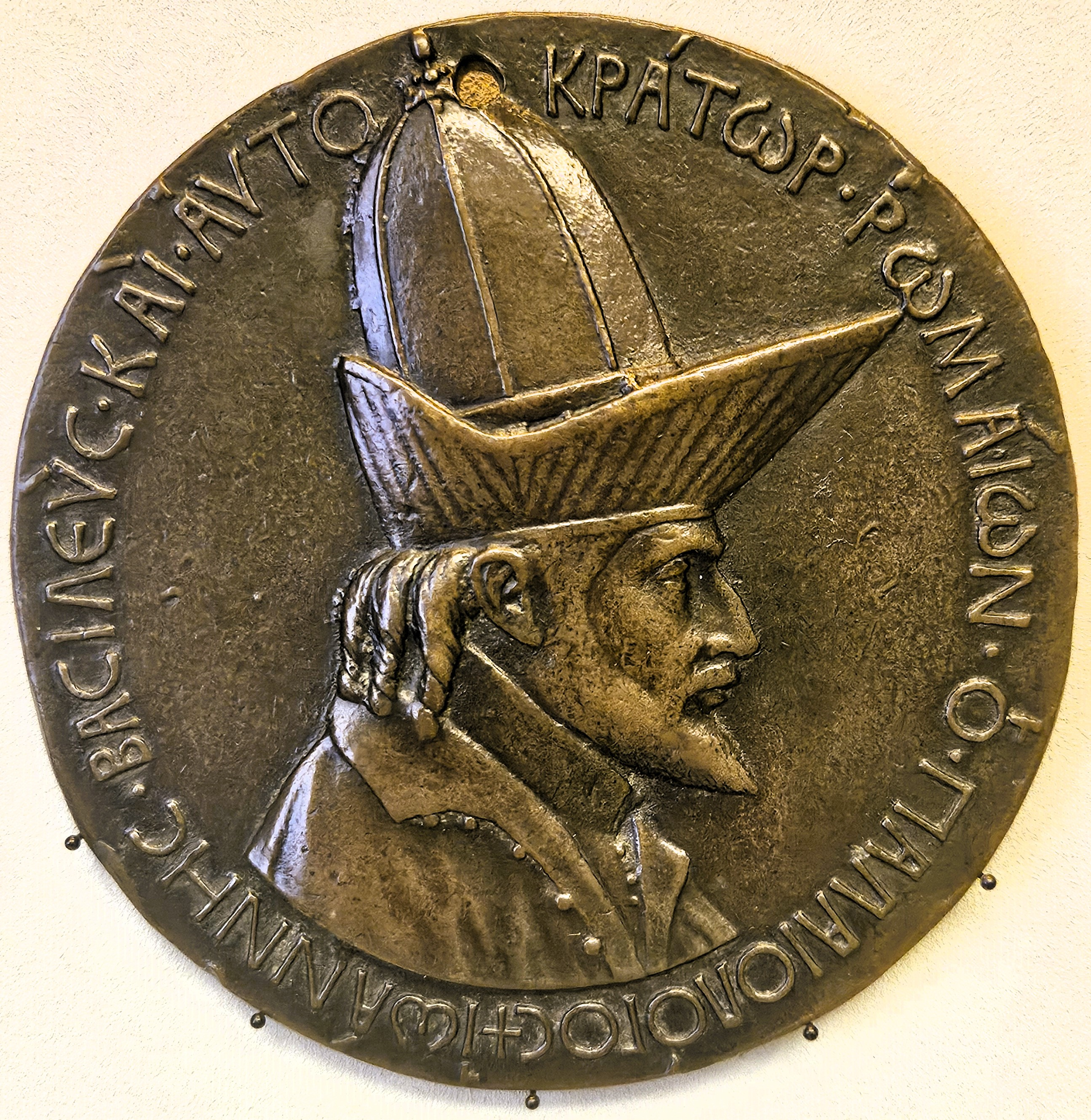
Médaille de l’empereur Jean VIII Paléologue par Pisanello qui vit celui-ci à Ferrare en 1438.

La plupart des hommes représentés dans les images qui nous sont parvenues, sauf les empereurs, sont tête nue ce qui paraît normal dans des images votives par respect pour la divinité à laquelle on s’adresse. Toutefois dans la période tardive de l’empire se développa une mode de chapeaux de largeur extravagante qui devinrent partie de l’uniforme des hauts dignitaires. Au XIIe siècle, l’empereur Andronic Comnène critiqué entre autres pour l’excentricité de ses vêtements portait un chapeau en forme de pyramide. Peut-être faudrait-il rapprocher celui-ci de l’effigie que fit Pisanello de l’empereur Jean VIII Paléologue lors du concile de Florence en 1438. Le chapeau de l’empereur est composé d’une partie supérieure en forme de dôme et d’une bordure relevée en forme de pointe s’avançant vers l’avant comme la proue d’un navire. Pisanello et d’autres artistes reproduisirent les vêtements d’autres dignitaires byzantins qui peuvent être vus dans le catalogue de l’exposition du Metropolitan Museum de New York mentionné plus bas. Des copies de ces représentations circulèrent ensuite en Europe où elles servirent de modèles pour les sujets orientaux comme les Rois mages figurant dans les tableaux de la Nativité. En 1159, le prince Raynald de Châtillon portait un bonnet de feutre en forme de tiare brodée d’or. Ces bonnets de feutre en provenance d’Ibérie furent à la mode au XIIe siècle.

### Chaussures

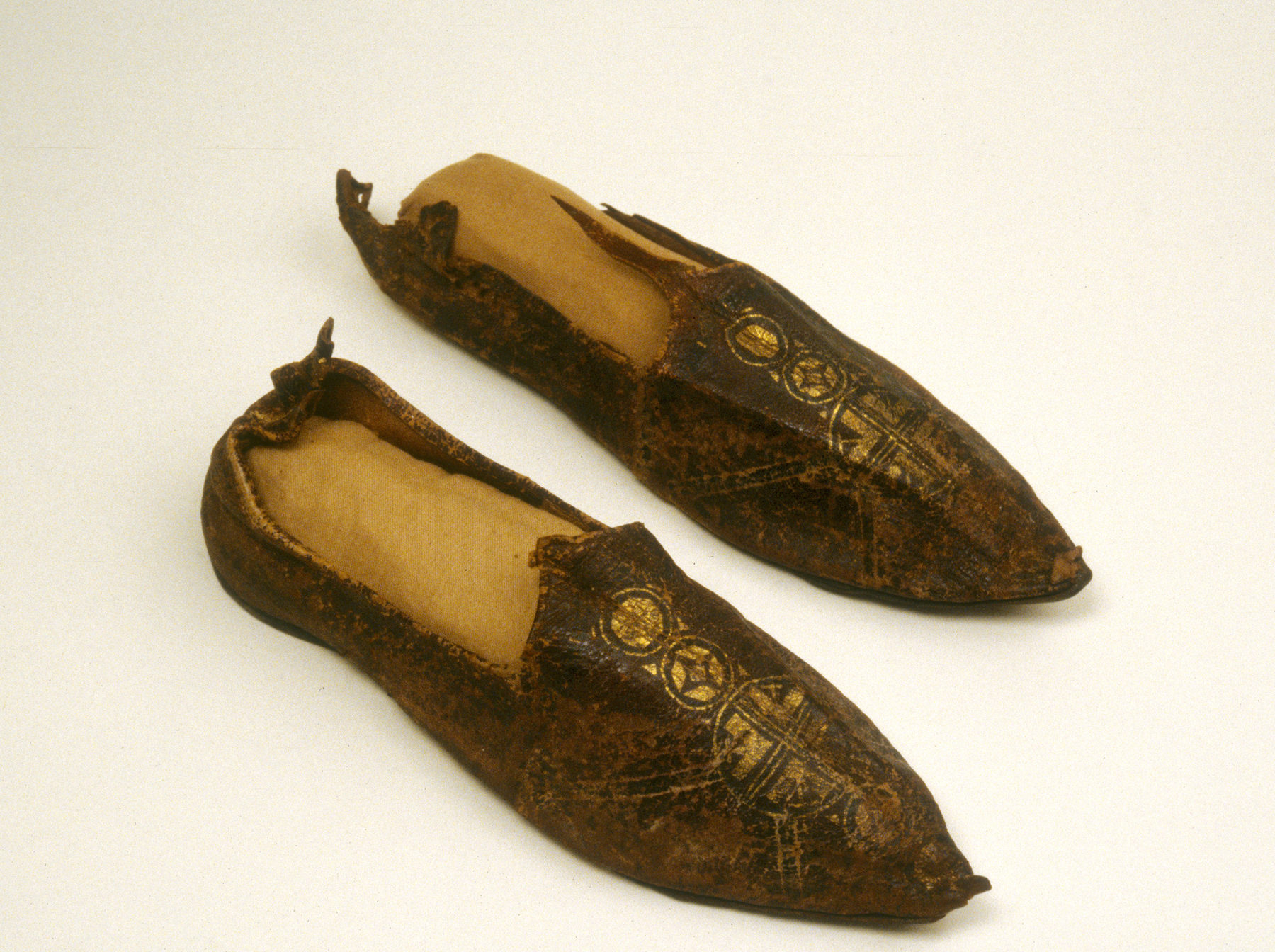
Chaussures pour hommes du VI en cuir avec dorures

On aperçoit rarement les chaussures dans les tableaux ou mosaïques byzantins en raison des longues robes portées par l’aristocratie qui cachaient les pieds. L’empereur portait des chaussures rouge-pourpre, le sébastocrate des chaussures bleues et des vertes dénotaient un protovestiaire.
Grâce aux nombreuses chaussures retrouvées dans des fouilles archéologiques, nous avons une meilleure idée de la façon dont elles étaient faites. On a ainsi trouvé un large éventail de chaussures allant des sandales ou pantoufles jusqu’à des bottes montant à mi-cuisse que l’on peut aussi voir dans les manuscrits, et décorées de diverses façons. La couleur rouge-pourpre, laquelle chez les hommes était réservée à l’empereur, était la préférée de ces dames.
Les mosaïques de Ravenne montrent des hommes portant ce qui semble être des sandales avec des chaussettes blanches, alors que les sandales des soldats sont attachées à la jambe au moyen de lanières courant le long de celle-ci jusqu’à la cuisse. On trouve dans les insignes royaux du Saint-Empire romain germanique des chaussures ou pantoufles produites à Palerme avant 1220. Courtes, elles ne montent qu’à la cheville et sont suffisamment grandes pour accommoder diverses pointures. Somptueusement décorées, on y voit des rangs de perles et des rinceaux d’or sur les côtés et sur la pointe du soulier.
Les travailleurs manuels devaient porter des sandales ou aller pieds nus. Les sandales comme celles des Romains consistaient en lanière attachées à une épaisse semelle.

### Les bijoux
Autre signe de l’influence orientale sur le costume byzantin : les bijoux, beaucoup plus répandus dans l’empire byzantin qu’ils ne le furent jamais à Rome. Ceintures, fibules et diadèmes sont rehaussés de rangées de perles, souvent sur plusieurs rangs qui, tout en soulignant la richesse de leurs propriétaires démontraient aussi l’habileté des artisans. Faits d’or, d’argent ou de bronze, les colliers, les boucles d'oreilles, les bagues et les épais bracelets sont ornés en filigrane d'animaux divers, de figures historiées et de feuillages stylisés.

## Les vêtements impériaux

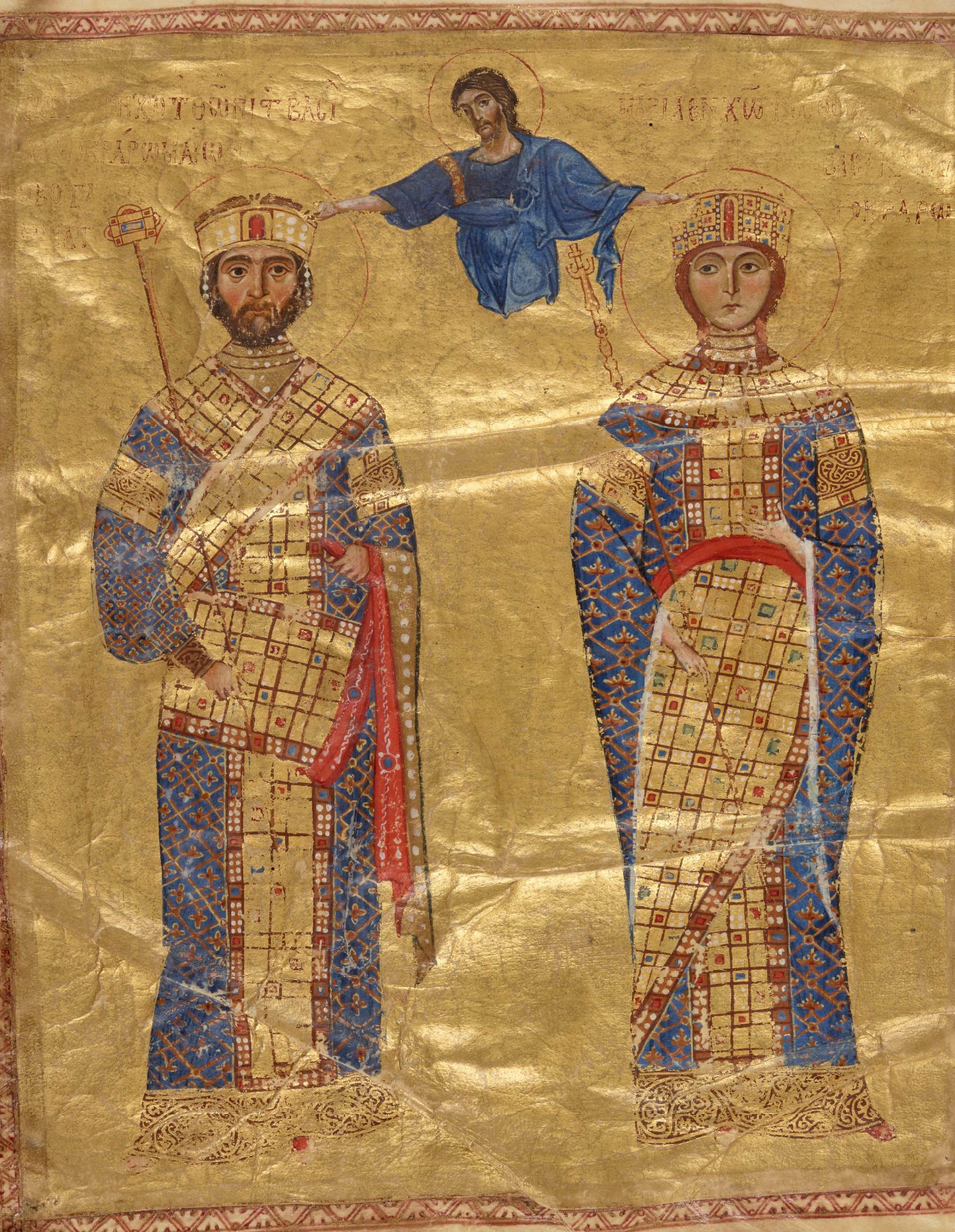
L’empereur Nicéphore III et l’impératrice Marie d’Alanie portant le loros* (1074-1081).

Les costumes distinctifs des empereurs et impératrices étaient constitués d’une couronne et d’un loros* ou pallium, qui devait son origine à la trabea triumphalis, version de cérémonie de la toge romaine portée par les consuls. Marque du pouvoir impérial, ce vêtement avait une valeur quasi-ecclésiastique et était porté également par les douze plus hauts fonctionnaires de l’empire ainsi que par les gardes du corps de l’empereur, d’où le fait qu’il figure sur la tenue des archanges dans les icônes, ceux-ci étant considérés comme des gardes du corps célestes. Dans les faits, le loros* n’était porté qu’à quelques occasions particulièrement importantes de l’année comme le dimanche de Pâques, mais on le retrouve de façon habituelle sur les représentations de l’empereur.

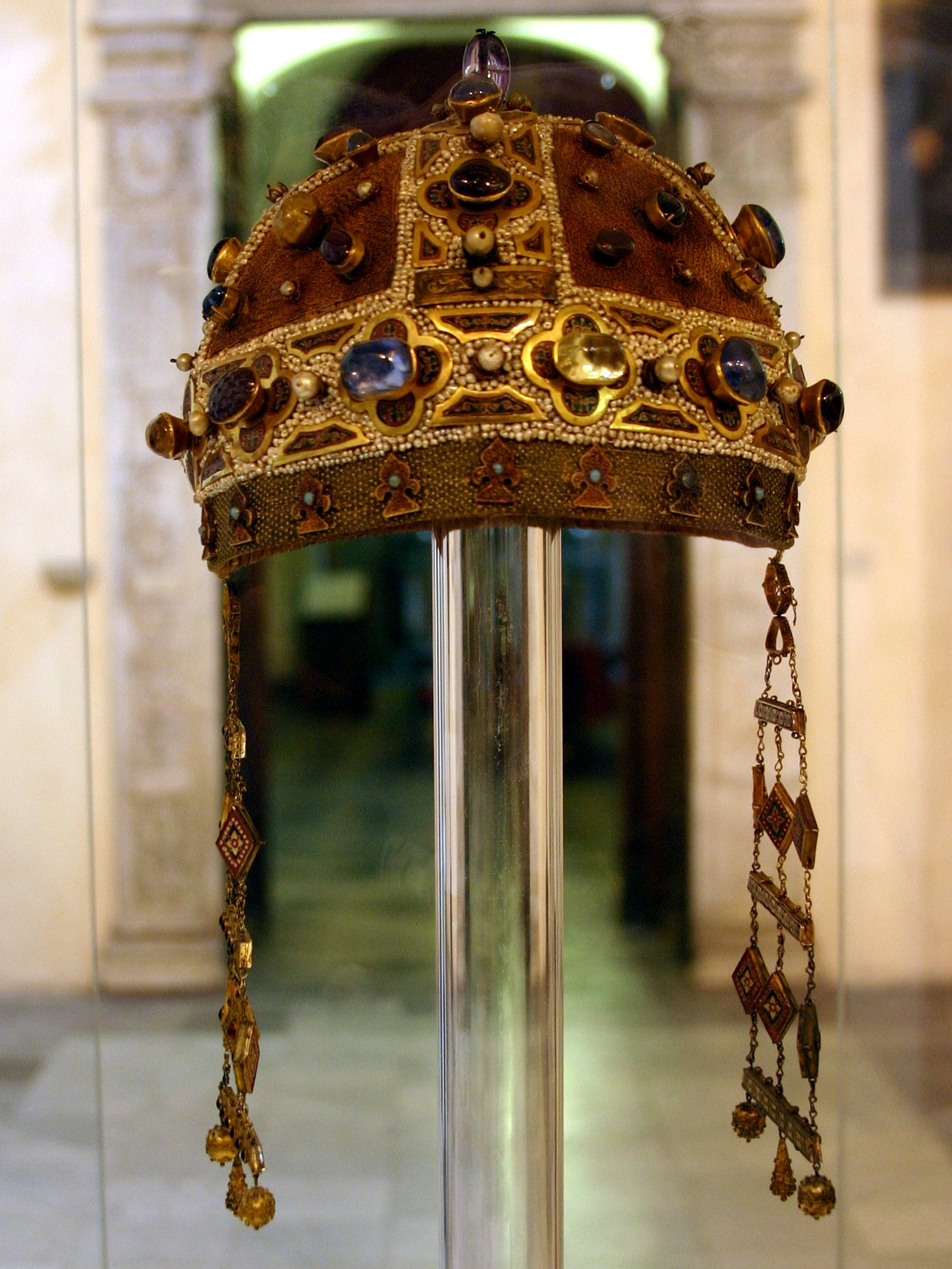
Couronne byzantine (kamelaukion) avec pendilla de Constance d’Aragon (1184-1222), impératrice du Saint-Empire et reine de Hongrie.

Dans sa première version masculine, le loros* était constitué d’une longue bande d’étoffe qui tombait droit sur le devant et qui après avoir fait le tour du cou revenait au niveau de la ceinture pour se terminer sur le bras gauche. La version féminine était semblable sur le devant, mais était plus large à l’arrière où elle était portée sous la ceinture avant de revenir sur le devant. Toutefois, les deux versions furent modifiées vers le milieu de la période byzantine se diversifiant progressivement; néanmoins, la version féminine devint finalement similaire à la version masculine. Outre diverses broderies serties de pierres précieuses, de petites plaques émaillées étaient cousues sur les vêtements. On a décrit le costume impérial de Manuel Ier comme « une prairie constellée de fleurs ». Généralement, les manches serraient les poignets et le vêtement de dessus, appelé scaramangion* descendait jusqu’aux chevilles. Vers la fin de l’empire, les manches des robes de l’impératrice devinrent extrêmement larges.
Le superhuméral (ou vêtement se portant sur les épaules et couvrant le cou et la partie supérieure de la poitrine) appelé maniakis* continuait le loros* et enveloppait le cou. Fait de drap d’or ou d’un tissu similaire rehaussé de pierreries et de riches broderies, cette parure était généralement divisée par des lignes verticales sur le col. Ses bords étaient rehaussés de perles de diverses grosseurs s’étalant sur un, deux ou même trois rangs. ll était une caractéristique du costume impérial, souvent imité par les femmes de la bonne société.
On voit, surtout dans la première période de l’empire (avant 600) et dans la période tardive (après 1000) les empereurs en tenue militaire, portant des cuirasses d’or, des bottes pourpres et une couronne. Ouverte au début, la couronne était décorée de pendilia* depuis Marcien et certainement jusqu’à Manuel II Paléologue, et fut fermée sur le dessus au cours du XIIe siècle.

## Le costume de cour

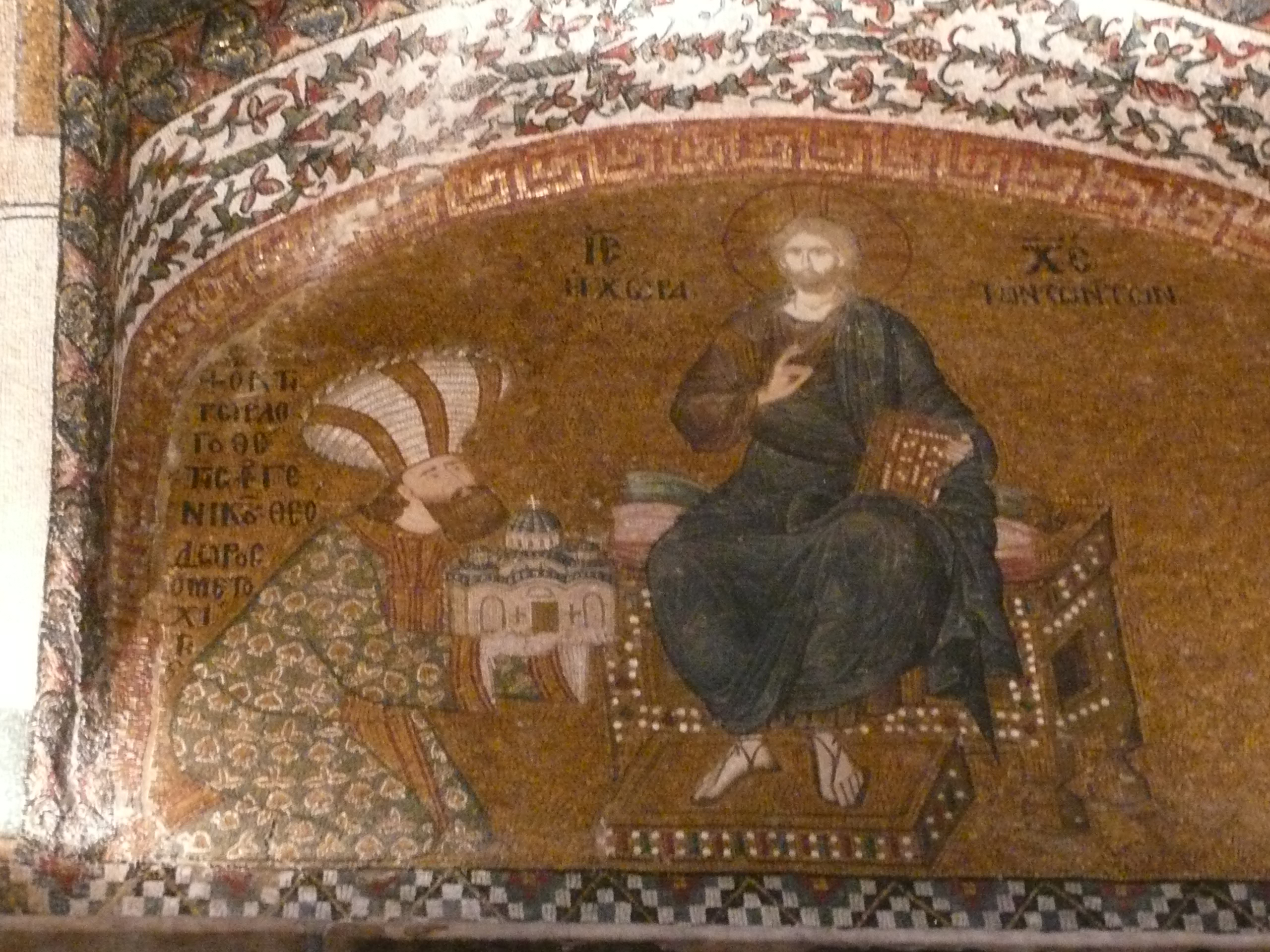
Theodore Métochitès, grand logothète, présentant au Christ un modèle de l’église de la Chora qu’il avait fait construire. Chose inhabituelle, il garde son chapeau même en présence du Christ.

La vie de la cour impériale se passait en une « sorte de ballet » ponctuée de cérémonies suivant un rituel très précis dont Constantin VII Porphyrogénète nous a laissé bon nombre de descriptions dans Le Livre des Cérémonies afin, nous dit-il, que « le pouvoir impérial soit exercé dans l’ordre et l’harmonie » de façon que « l’Empire soit l’image de l’ordre dans lequel se meut l’Univers comme il fut créé par Dieu ». On y trouve la description des costumes que devaient porter les différentes classes de participants à ces cérémonies. Le jour anniversaire du nom de l’empereur ou de l’impératrice, divers groupes de hauts fonctionnaires se livraient à diverses « danses », les uns portant « un vêtement bleu et blanc à manches courtes orné de bandes d’or et portant des bracelets à leurs chevilles. Dans leurs mains ils tiennent un phengia ». Un second groupe exécute le même rituel, mais est habillé d’un « vêtement vert et rouge, divisé par des bandes d’or ». Ces couleurs reprenaient celles des anciens clans de courses de chariot.
Divers tactica ou manuels de gestion administrative, de protocole de cour et de préséance nous donnent des informations sur les uniformes portés par différents hauts fonctionnaires. Ainsi, selon le Pseudo-Kodinos, le sébastocrate était habillé de bleu; son costume de cérémonie comportait des bottines bleues brodées d’aigles sur fond de pourpre, une chlamyde* pourpre et un diadème (stephanos) de pourpre et d’or.
Toutefois, cette vie de cour bien réglée fut mise à rude épreuve avec le déclin de l’empire et ne fut pas reprise après la reconquête de Constantinople par Michel VIII (1261). Un visiteur français pendant cette ultime période de l’empire exprima sa consternation de voir l’impératrice se déplacer dans les rues de la capitale avec moins de suivantes et moins de protocole que ne l’aurait fait une reine de France.

## Tenue militaire

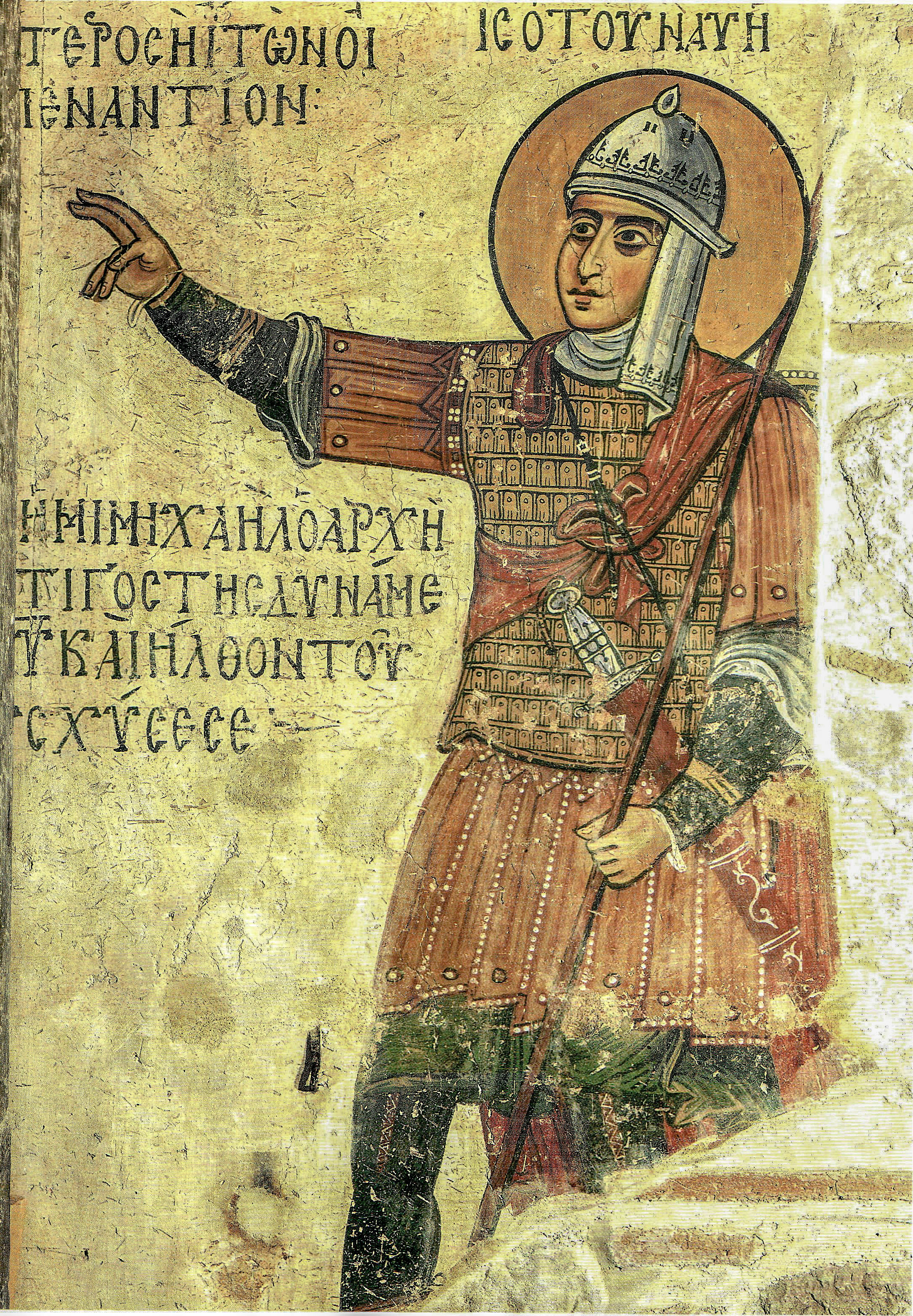
Fresque byzantine du monastère Saint-Luc (XII/XIII). On peut y voir les pteruges ou lanières de cuir attachées au bas de la cuirasse et sur les épaules, de même que le linge descendant du casque sur le cou.

La tenue militaire continuait la tradition romaine, en particulier pour les officiers : un plastron de métal sous lequel on portait une tunique courte et auquel étaient fixées les ptéryges, lanières de cuir ou de métal formant une jupe à franges portée sous la cuirasse ou tombant sur le haut des bras comme des épaulettes. Aux pieds, des bottes montant jusqu’aux mollets ou des sandales avec courroies remontant le long des jambes. Une ceinture d’étoffe complétait l’uniforme; dépourvue d’utilité pratique, elle servait à identifier le rang de l’officier.
La tenue, de même que l’équipement, varièrent considérablement tout au long de l’empire et visaient à offrir la protection la plus efficace que pouvait se permettre l’économie de l’époque. La tenue des simples soldats ne différait guère de celle des autres travailleurs. Les manuels militaires conseillaient des tuniques et manteaux ne descendant guère plus bas que le genou. L’armée étant alors essentiellement composée de fantassins, le plus important article de vêtement était les chaussures. Celles-ci allaient de sandales lacées sur le pied à des bottes fermées munies de clous (Strategikon de Léon VI, Taktika). Sur la tête, le soldat portait une coiffe de tissu sous le casque, laquelle descendait pour protéger le cou (phakolion ou maphorion) qui pouvait aller d’un simple linge protecteur à  une sorte de turban. Coiffe habituelle pendant le moyen empire et le bas empire, elle était portée tant par le simple soldat que par certains officiers.

## Tenue ecclésiastique

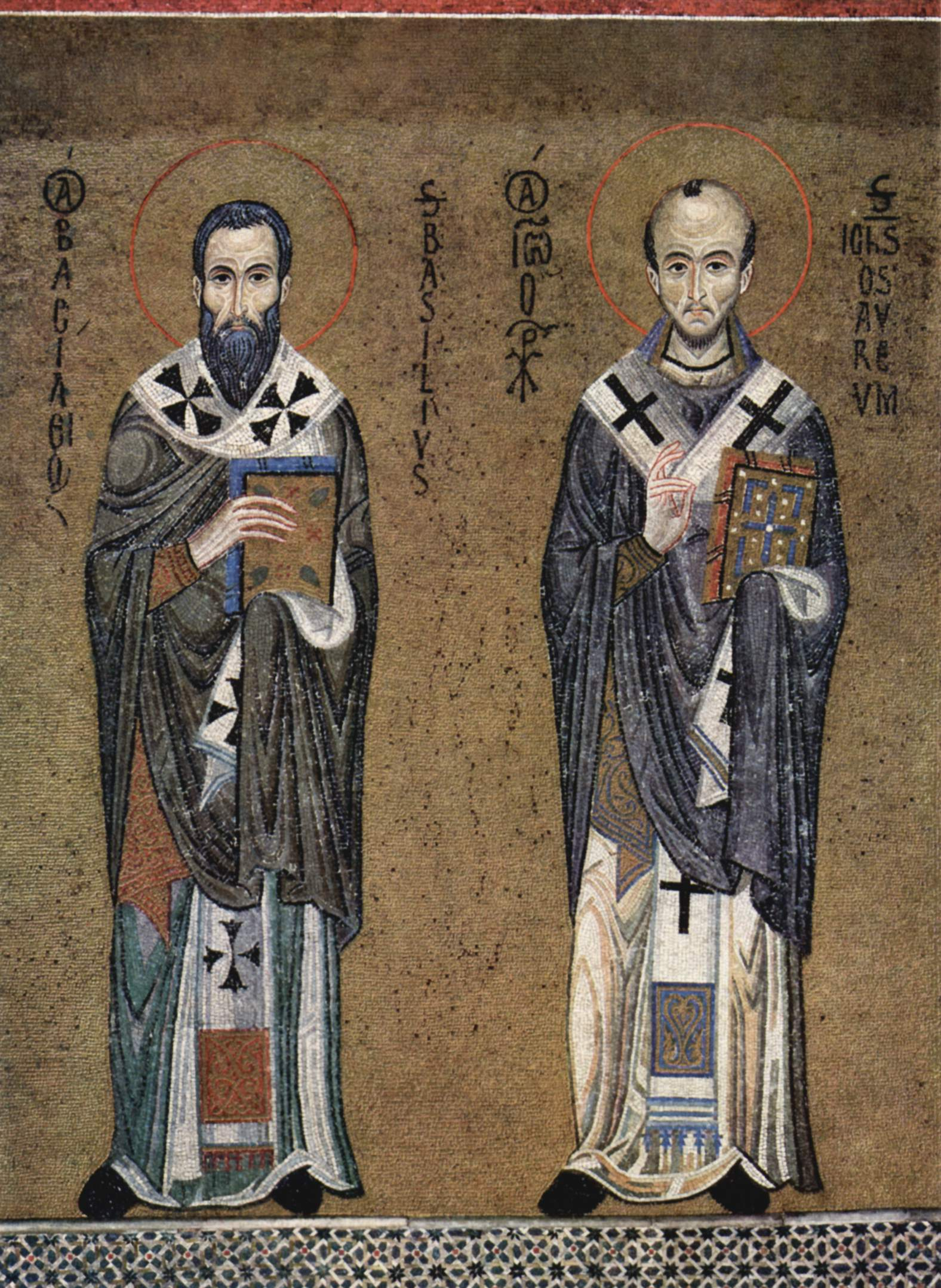
Icône de saint Basile le Grand et de Jean Chrysostome, vers 1150 (Chapelle palatine de Palerme)

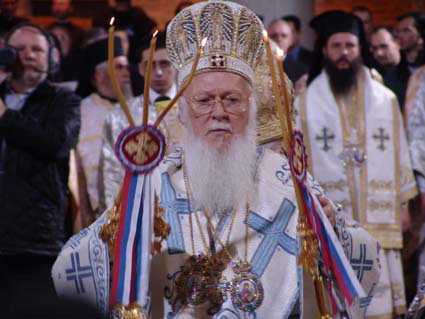
Le patriarche Bartholomée et l’archevêque Jovan célébrant la divine liturgie

Le vêtement ecclésiastique fut celui qui connut le moins de changements au cours des siècles, certains vêtements portés au cours de l’empire byzantin étant pratiquement identiques à ceux que l’on voit encore dans les Églises orthodoxes d’Orient, voire dans l’Église catholique romaine.
Au cours des siècles, ce qui était la tenue habituelle de hauts fonctionnaires s’est transformée pour être utilisée dans différentes offices liturgiques ou dans le costume ecclésiastique quotidien. Ainsi, la chasuble est toujours portée lors des offices divins alors que l’omophorion*, signe distinctif des évêques orthodoxes ressemble beaucoup au pallium* porté sur la chasuble et réservé au pape, aux primats et aux archevêques métropolitains dans l’Église catholique. Les coiffes des prêtres et hauts dignitaires des Églises orthodoxes modernes de même que les mitres des évêques catholiques sont également les reliquats des coiffes, alors beaucoup plus élaborées et colorées, des hauts fonctionnaires de l’empire byzantin.

## Les vêtements stéréotypés de l’imagerie religieuse

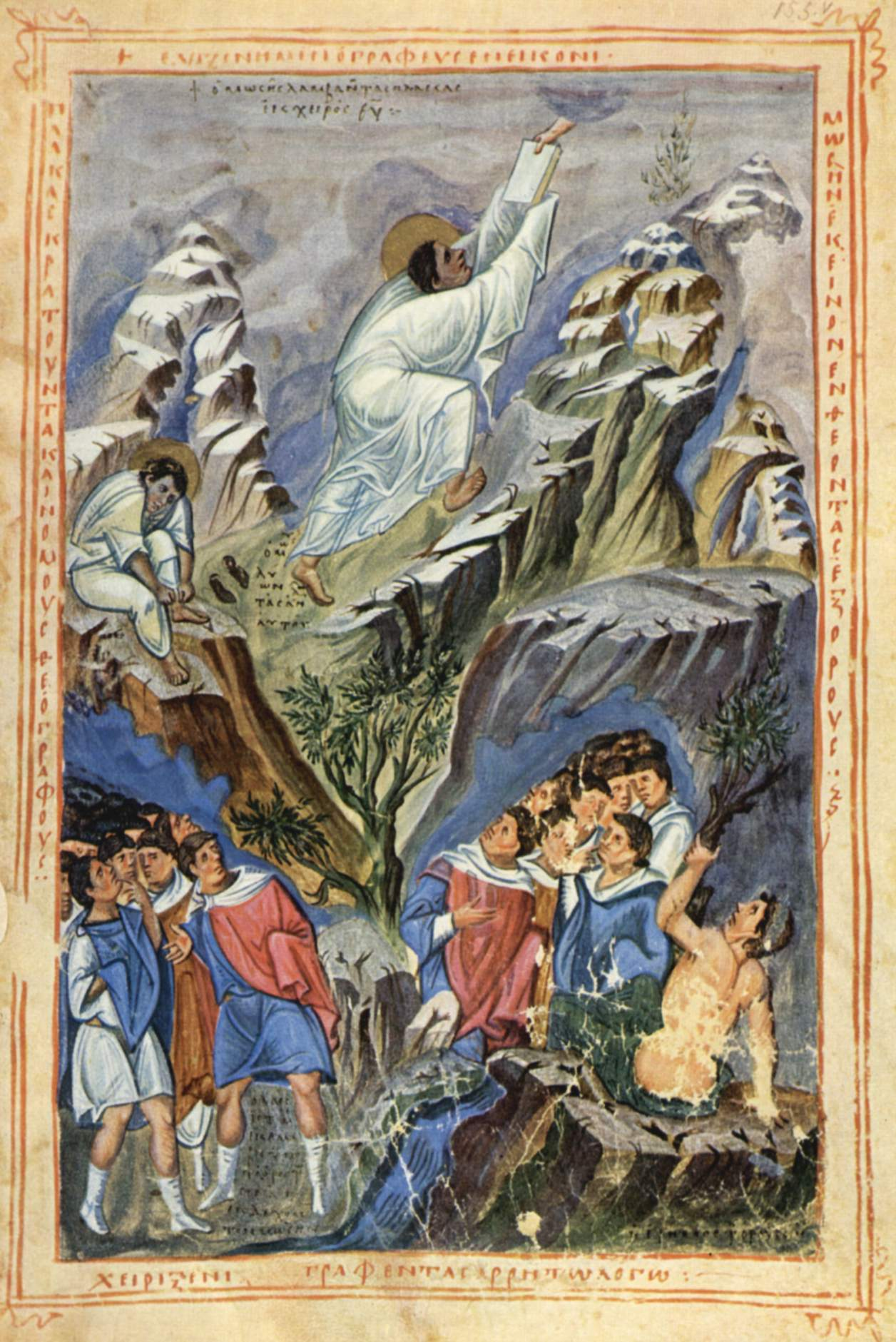
Moïse est revêtu d’un vêtement stéréotypé, les autres personnages de vêtements quotidiens portés au X.

La plupart des images religieuses qui nous sont restées de la période byzantine ne nous renseignent guère sur les vêtements portés dans l’empire en raison des stéréotypes qui y étaient rattachés. Le Christ, les apôtres, saint Joseph, saint Jean Baptiste et quelques autres sont traditionnellement représentés comme portant un vêtement conventionnel : un large himation* drapé autour du corps (à la façon d’une toge) ou sur un chiton. On voit aussi des tuniques* à manches courtes descendant jusqu’aux chevilles. Les personnages portent des sandales aux pieds. Toutefois, ce costume ne se portait pas dans la vie quotidienne; il peut s’agir d’une tentative délibérée des artistes pour ne pas confondre le monde des hommes et le monde divin. La Théotokos (Vierge Marie) porte habituellement un maphorion*, sorte de manteau recouvrant aussi la tête. Celui-ci est probablement plus près de la réalité et était normalement porté par les veuves ou les femmes mariées lorsqu’elles sortaient de la maison. On peut quelquefois apercevoir les vêtements de dessous surtout aux manches. D’autres conventions s’appliquaient aux prophètes et autres figures bibliques. Sauf pour le Christ et la Vierge Marie, les vêtements sont blancs ou d’un ton neutre surtout lorsqu’ils figurent sur des murs (peintures murales et mosaïques) ou dans des manuscrits; les icônes par contre sont plus abondamment colorées. Les autres personnages figurant dans ces images saintes, surtout s’ils se perdent dans la foule, sont généralement représentés comme portant des vêtements «contemporains » byzantins.

## Le vêtement et la classe sociale

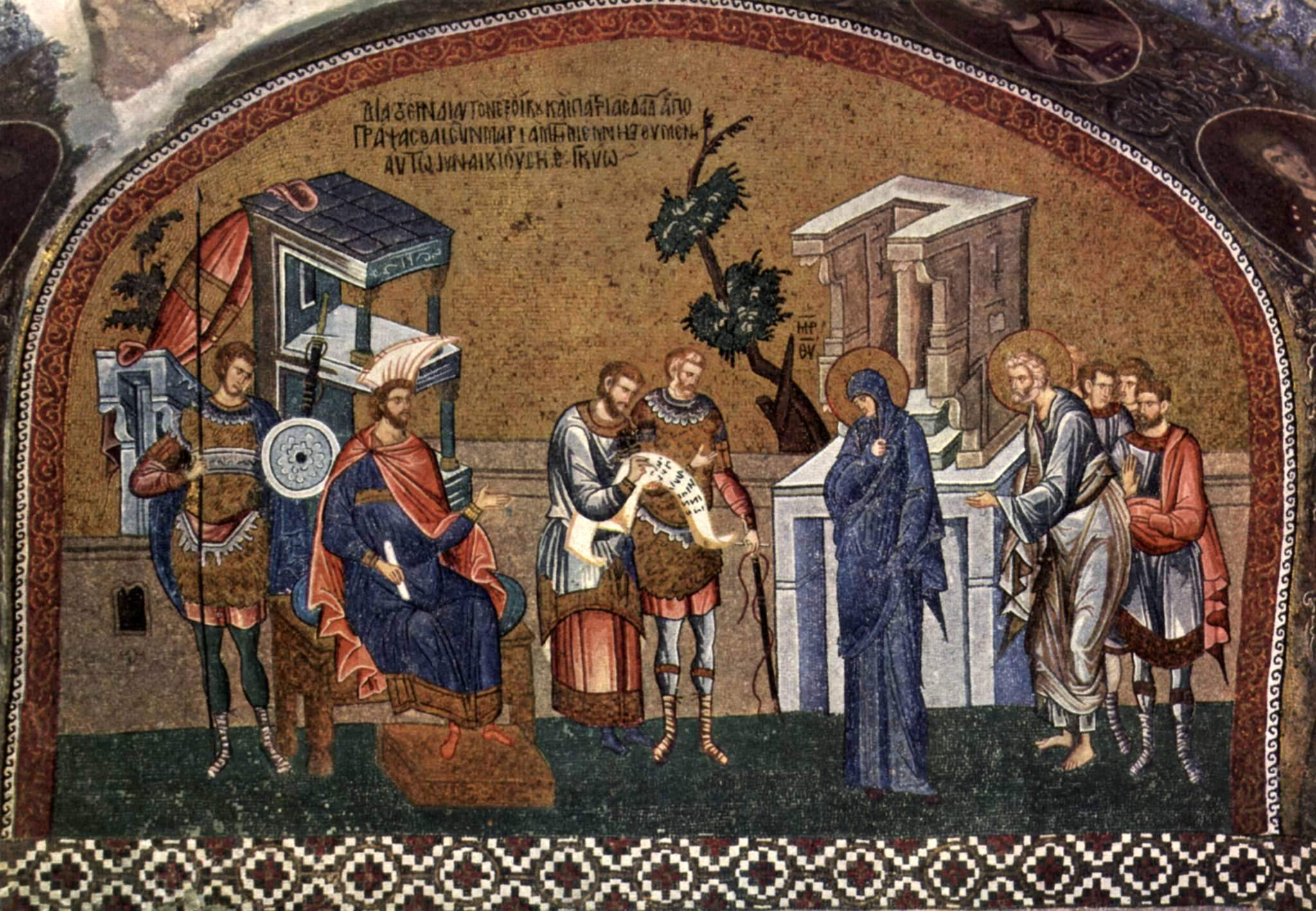
La Vierge et saint Joseph allant s’enregistrer devant le gouverneur Quirinius (mosaïque de l’église de la Chora 1315-1320).

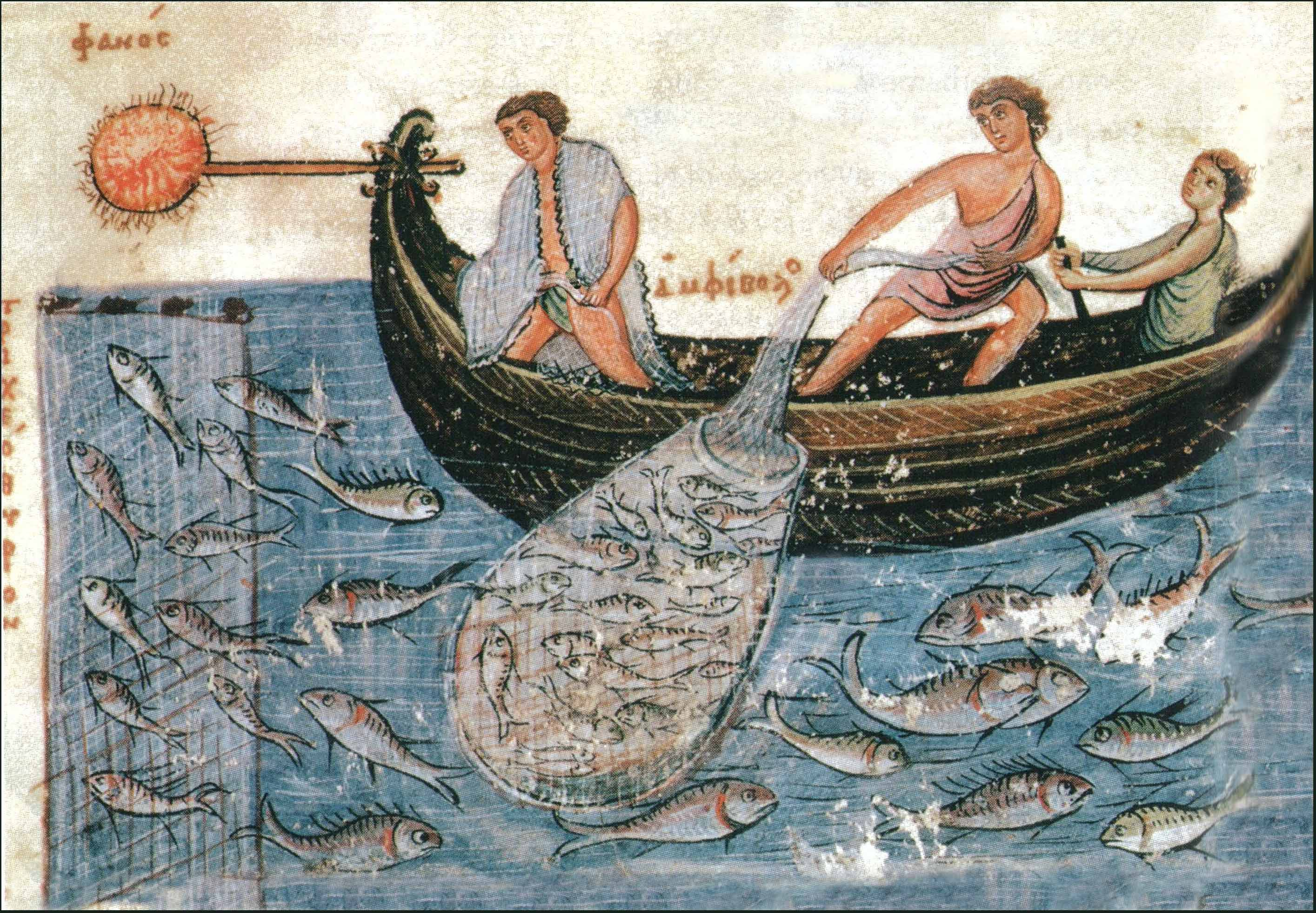
De simples tissus noués autour des reins (à gauche, sous le filet de pêche) ou drapés sur l'épaule (à droite) habillent ces pêcheurs de nuit usant de résines et de naphtes (ingrédients du « feu grégeois » aussi) : illustration du Codex Skylitzès, Bibliothèque nationale de Madrid, Vitr. 26-2.

Un excellent exemple de l’éventail de vêtements que l’on pouvait trouver au XIVe siècle nous est fourni par une mosaïque de l’église de la Chora à Istanbul. À partir de la gauche on y voit un soldat, le gouverneur portant un de ces larges chapeaux distinctifs des hauts fonctionnaires, un fonctionnaire de rang moyen tenant le registre qui porte une dalmatique* à large bordure probablement brodée, sur une longue tunique* avec bordure. Vient ensuite un militaire de rang supérieur portant une épée et une ceinture ou baudrier*, signe de son grade. La Vierge et saint Joseph portent les costumes traditionnels de l’iconographie chrétienne. Derrière Joseph se forme une file d'attente de fidèles pour se faire recenser. Les manches des hommes raccourcissent en fonction de l’importance du personnage. Les jambes que l’on peut voir sont toutes recouvertes de bas, celles des soldats et des personnalités faisant voir des courroies retenant probablement des sandales. Les personnalités portent des dalmatiques* à large bordure autour du cou et des manches, mais moins riches que celles du fonctionnaire moyen. Les autres hommes porteraient vraisemblablement des chapeaux, ne fût de la présence du gouverneur. Dans une autre mosaïque de la même église, le grand logothète Théodore Métochite, qui dirigeait les finances et le système judiciaire de l’empire porte un chapeau encore plus large malgré le fait qu’il soit agenouillé devant le Christ.

## Glossaire
- Baudrier : Ceinture militaire portée sur l’épaule et descendant de façon oblique sur la poitrine vers la taille utilisée pour retenir une arme (habituellement une épée). Les soldats romains portaient un tel genre de ceinture attachée à la taille, appelée cintus.
- Camisia : Sous-vêtement de lin ou de soie porté sous la tunique pour la protéger.
- Chiton (en grec ancien χιτών / khitốn) : Tunique de lin au plissé fin, cousue sur les côtés ou tissée sans coutures, cintrée à la taille, portée par les hommes comme par les femmes. Confectionné de laine, puis de lin, il peut couvrir la jambe jusqu'à mi-cuisse ou descendre jusqu'au pied chez les hommes, mais se porte toujours long chez les femmes.
- Chlamyde (en grec ancien χλαμύς / khlamús) : Faite chez les Grecs anciens d’un rectangle de laine, généralement ourlé, elle se portait attachée par une fibule sur l’épaule droite. Beaucoup plus large chez les Byzantins, elle constituait un vêtement de cérémonie pour l’empereur et tombait jusqu’à terre à l’avant et à l’arrière.
- Dalmatique (latin : dalmatica) : Vêtement masculin originaire de Dalmatie, la dalmatique était une longue et ample robe à larges manches, habituellement faite de lin, de laine et de coton. Elle pouvait être richement brodée aux ourlets, aux manches et au cou. Outre différentes pièces rapportées, elle pouvait s’orner de bandes verticales commençant à l’épaule et courant le long des manches.
- Fibule (du latin fibula signifiant attache) : Agrafe, généralement en métal, qui sert à fixer les extrémités d'un vêtement.
- Himation (en grec ancien ἱμάτιον / himátion) : Vêtement ample et enveloppant se portant à même le corps ou sur un chiton. Il se drape ou s'enroule sur une épaule et ne comporte pas d'attache à la différence de la chlamyde.
- Loros (latin : lorium ; grec : λῶρος lōros) : Longue écharpe relativement étroite, tissée en brocart et généralement ornée de plaques d’or en relief et de pierres précieuses qui s’enroulait autour du torse pour se terminer sur la main gauche. Devenue un élément de l'habillement des empereurs elle était un symbole du pouvoir.
- Maniakis (superhuméral) : Large collerette tissée de fils d'or et ornée de gemmes et de perles qui ornait la base du cou et descendait vers les épaules.
- Maphorion  (en grec : μαφόριον) : Ample manteau portée par les femmes, généralement à capuchon, couvrant la tête, le cou et à tout le moins le haut du corps.
- Omophorion (en grec : ώμοφόριον) : Large et longue bande d'étoffe de soie, brodée et ornée de croix, que les patriarches et les métropolites portent autour du cou depuis les premiers siècles.
- Palla : Manteau porté par les femmes fait d'une seule pièce de tissu et drapé sur les épaules, autour du corps et de la tête, le palla était portée par-dessus la stola et attaché à l’épaule par des fibules.

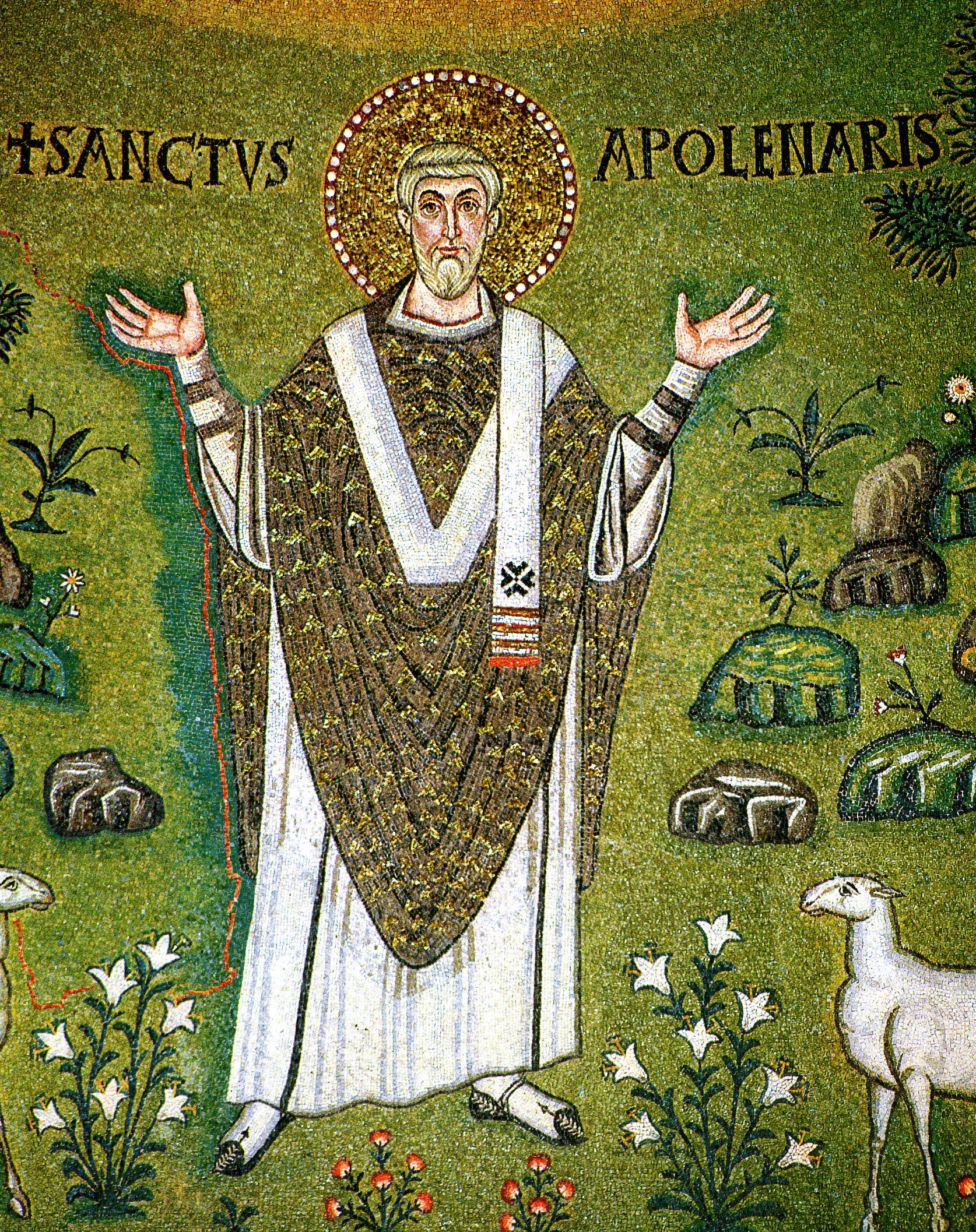
L'évêque Apollinaire de Ravenne portant le pallium. Mosaïque de l'abside de la basilique Saint-Apollinaire in Classe.

- Pallium : Ornement liturgique catholique dont le port, sur la chasuble, est réservé au Pape, aux primats, aux archevêques métropolitains et à quelques rares évêques, pendant la célébration de la messe.
- Paludamentum : Terme général pour désigner diverses sortes de manteaux portés par-dessus la tunique ou la dalmatique pour les hommes, la stola pour les femmes. Chez les riches il pouvait être fait de soie et richement brodé ou portant sur le devant une pièce de tissu en forme de carré ou de losange appelé tablion* et indiquant la qualité du propriétaire.
- Paragauda : Frange de tissu épais brodé d’or, richement décorée portée sur les bords inférieurs des dalmatiques ou tuniques byzantines. On la retrouve aussi fréquemment sur les bords des manches des vêtements impériaux.

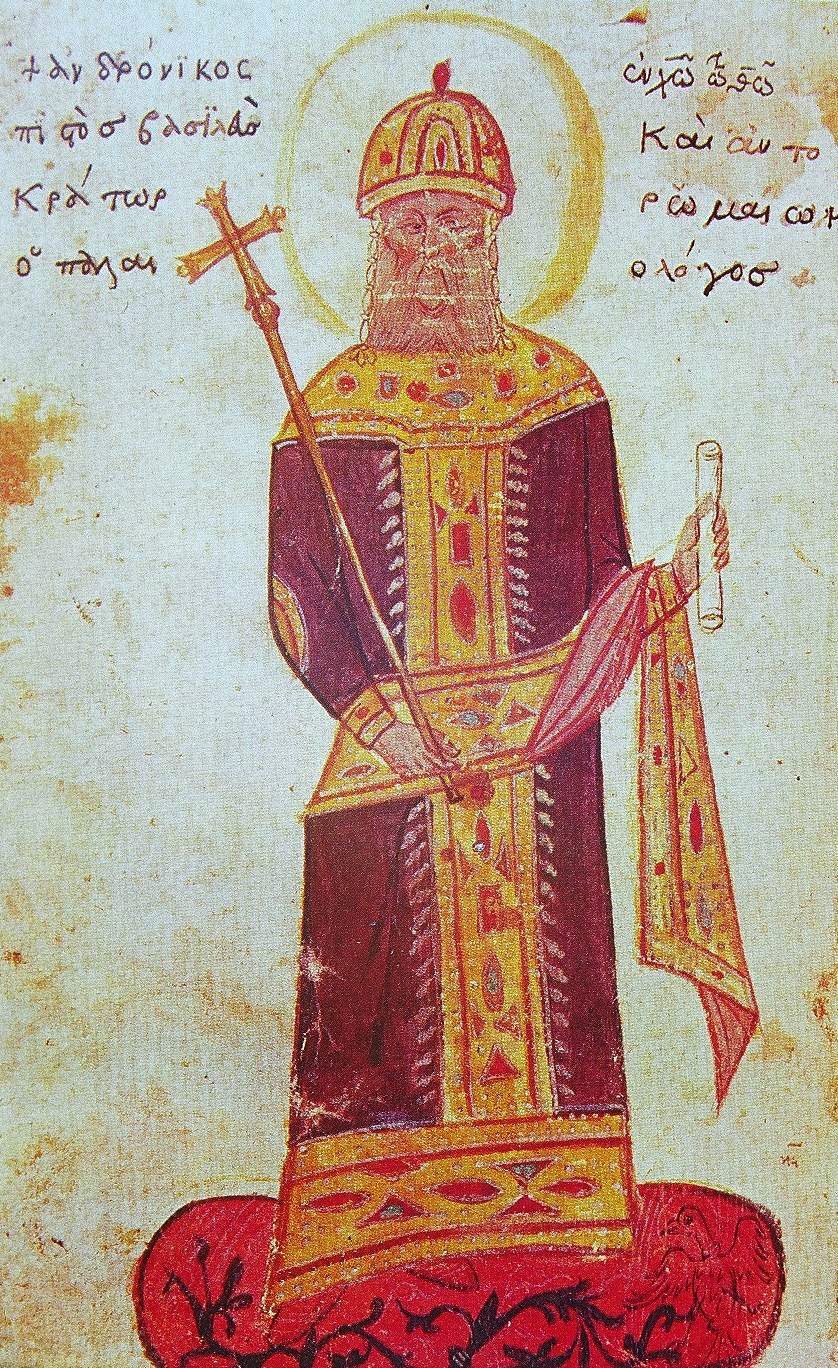
Les paragaudas d’or sont clairement visibles sur le bord inférieur de la dalmatique et des manches de l’empereur Michel VIII Paléologue.

- Pendilia : Pendentifs ou autres ornements généralement faits de perles montées sur une chaîne d’or et attachés à une couronne.
- Scaramangion : Vêtement d’influence persane, sorte de caftan à manches longues, très populaire à Byzance. Costume d’honneur, fait de soieries somptueuses, il servait à indiquer la dignité ou le rang de celui qui le portait grâce à des couleurs et des éléments bien définis. Composé de plusieurs parties, de coupes diverses et de différentes couleurs celui des protospathaires était en partie verts, en partie rouges. L’empereur le porte presque toujours lorsqu’il sort du palais.
- Stola : Vêtement habituel des femmes, la stola était une longue robe tombant sur les chevilles et cousue à partir de l’ourlet inférieur jusqu’aux manches. Elle était retenue par une ceinture se portant juste en bas du buste. Faite de lin ou de laine légère, elle pouvait dans les couches supérieures de la société être en soie. Elle se portait par-dessus un long sous-vêtement muni de longues manches qui ne laissaient jamais apparaître le bras.
- Tablion : Paire de panneaux d'étoffe brodée, de forme carrée ou trapézoïdale, cousus à angle droit au bord de la chlamyde. Orné de motifs géométriques élaborés ou de portraits, notamment de l’empereur, le tablion est cousu à hauteur de genoux au IVe siècle, mais il remonte à hauteur de la poitrine vers le VIe siècle.
- Toge (latin : toga) : Vêtement de dessus porté essentiellement par les hommes dans la Rome antique. Faite de laine épaisse, elle se portait au-dessus d'une tunique à manches courtes couvrant le bras gauche mais laissant le bras droit dégagé.
- Tunique : Vêtement usuel et unique pour les deux sexes lorsqu'elle est portée au foyer. Pour les sorties, les hommes portent également une toge et les femmes une stola. Par temps froid, on enfile plusieurs tuniques l'une sur l'autre.